# Бајесов фактор
Бајесов фактор је однос два конкурентна статистичка модела представљена њиховом маргиналном вероватноћом и користи се за квантификацију подршке за један модел у односу на други. Модели у питању могу имати заједнички скуп параметара, као што су нулта хипотеза и алтернатива, али то није неопходно; на пример, то би такође могао бити нелинеарни модел у поређењу са његовом линеарном апроксимацијом. Бајесов фактор се може сматрати Бајесовим аналогом тесту односа вероватноће, али пошто користи (интегрисану) маргиналну вероватноћу уместо максималне вероватноће, оба теста се поклапају само под једноставним хипотезама (нпр. две специфичне вредности параметра). Такође, за разлику од тестирања значаја нулте хипотезе, Бајесови фактори подржавају процену доказа у корист нулте хипотезе, уместо да само дозвољавају да се нулта хипотеза одбије или не одбаци.
Иако је концептуално једноставно, израчунавање Бајесовог фактора може бити изазовно у зависности од сложености модела и хипотеза. Пошто изрази граничне вероватноће у затвореном облику генерално нису доступни, предложене су нумеричке апроксимације засноване на MCMC узорцима. За одређене посебне случајеве могу се извести упрошћени алгебарски изрази; на пример, однос густине Саваџ-Дикеј у случају прецизне (ограничене једнакости) хипотезе против неограничене алтернативе. Друга апроксимација, изведена применом Лапласове методе на интегрисане вероватноће, позната је као Бајесов информациони критеријум (БИК); у великим скуповима података Бајесов фактор ће се приближити БИК-у како утицај априора опада. У малим скуповима података, приоритети су генерално важни и не смеју бити неправилни јер ће Бајесов фактор бити недефинисан ако било који од два интеграла у његовом односу није коначан.